# Kálmán Darányi
Kálmán Darányi de Pusztaszentgyörgy et Tetétlen (22. března 1886, Budapešť – 1. listopadu 1939, Budapešť) byl maďarský politik. V letech 1936–1938 byl předsedou maďarské vlády. V letech 1938–1939 byl též předsedou dolní komory parlamentu. Ačkoli nebyl favoritem maďarských fašistů, prosazoval stále více autoritářskou politiku dle jejich vzoru i spojenectví s nimi. V zahraniční politice prosazoval orientaci na nacistické Německo a fašistickou Itálii.

## Život
Narodil se v kalvínské šlechtické rodině. Jeho strýcem byl Ignác Darányi, který za rakousko-uherské monarchie působil jako ministr zemědělství. Kálmán Darányi vystudoval práva, absolvoval roku 1909. Ve stejném roce začal kariéru ve státní službě. Po odeznění revolučních pokusů v letech 1918–1919 se vrátil do politického života a stal se győrským a komárňanským županem. V roce 1927 byl prvně zvolen do parlamentu. Gyula Gömbös jej v roce 1935 jmenoval ministrem zemědělství ve své vládě. Když Gömbös zemřel na rakovinu varlat, nahradil ho Darányi v křesle premiéra. Darányi chtěl částečně navázat na Gömbösovu ultrapravicovou politiku a částečně se vrátit k politice Istvána Bethlena. Chtěl zvýšit autonomii žup a roli Sněmovny magnátů. V dubnu 1937 zakázal extrémně pravicovou Stranu národní vůle. Její vůdce Ferenc Szálasi byl zatčen a odsouzen na tři roky do vězení. Na levici podobně zakročil proti hnutí zvanému Březnová fronta. Darányi a jeho ministr zahraničních věcí Kálmán Kánya se nejprve pokusili posílit kontakty se Spojeným královstvím a Francií, ale narazili na jejich nedůvěru. Další zahraničněpolitickou linií bylo vytvoření aliance, již by tvořilo Maďarsko, Itálie, Jugoslávie a Polsko. Již tak nedemokratický maďarský režim posunul ještě více k autoritářskému modelu, když regent získal možnost odložit implementaci návrhů zákonů až o rok a přestal být odpovědný parlamentu. Sněmovna magnátů získala nově právo vrátit zákon dolní komoře dvakrát. V roce 1938 Darányi přijal zákon o volebním právu. Zrušil otevřené hlasování a nahradil ho hlasováním tajným, ale zúžil volební právo. Nový zákon snížil počet oprávněných voličů o 250 000 – 300 000. Minimální volební věk pro muže byl nyní 26, pro ženy 30 let. Zavedl povinné starobní sociální pojištění pro zemědělce. Pro státní zaměstnance byl pracovní týden stanoven na 44 hodin, pro průmyslové dělníky na 48 hodin. Vláda vyčlenila jednu miliardu pengős na modernizaci armády. Oživující účinek tohoto programu na ekonomiku byl značný. Po anšlusu se změnilo Darányiho zahraničněpolitické směřování. Nacistické Německo se stalo novým sousedem a Darányi se domníval, že blízké spojenectví s ním je nyní nutností. V zemi byla zahájena energická nacistická propagandistická kampaň. Darányi se posunul doprava a do svého kabinetu pozval proněmecké politiky. Zahájil tajná jednání s Kálmánem Hubayem o sjednocení krajně pravicových sil. Připravil první protižidovský zákon a předložil ho parlamentu (byl schválen za jeho nástupce). Souhlasil s tím, že umožní členům Strany Šípových křížů kandidovat do parlamentu, pokud budou souhlasit s respektováním zákona. Tradiční konzervativci na tyto kroky reagovali nedůvěrou. Svou nespokojenost vyjádřil i Horthy, a proto Darányi 11. května 1938 podal demisi. Nahradil ho Béla Imrédy. Darányi se 5. prosince 1938 stal předsedou dolní sněmovny a byl jím až do své smrti na podzim 1939.